# Bibliographisches Institut & F. A. Brockhaus
La Bibliographisches Institut & F. A. Brockhaus AG est une maison d'édition jusqu'en 2009 basée à Mannheim avec les marques Brockhaus, Duden, Meyers, Harenberg (de) et Weingarten (de) - la maison d'édition est créée en 1984 par la fusion de Bibliographisches Institut AG avec F. A. Brockhaus.
Avec la vente des droits de la marque Brockhaus et de tout le contenu à la filiale Bertelsmann Arvato (de) et le rachat de la majorité des actions par Cornelsen Verlagsholding, la société par actions est dissoute. L'éditeur de livres restant en tant que successeur légal, qui se retire complètement du secteur des ouvrages de référence lexicale, opère jusqu'en 2022 sous le nom de Bibliographisches Institut GmbH.

## Histoire

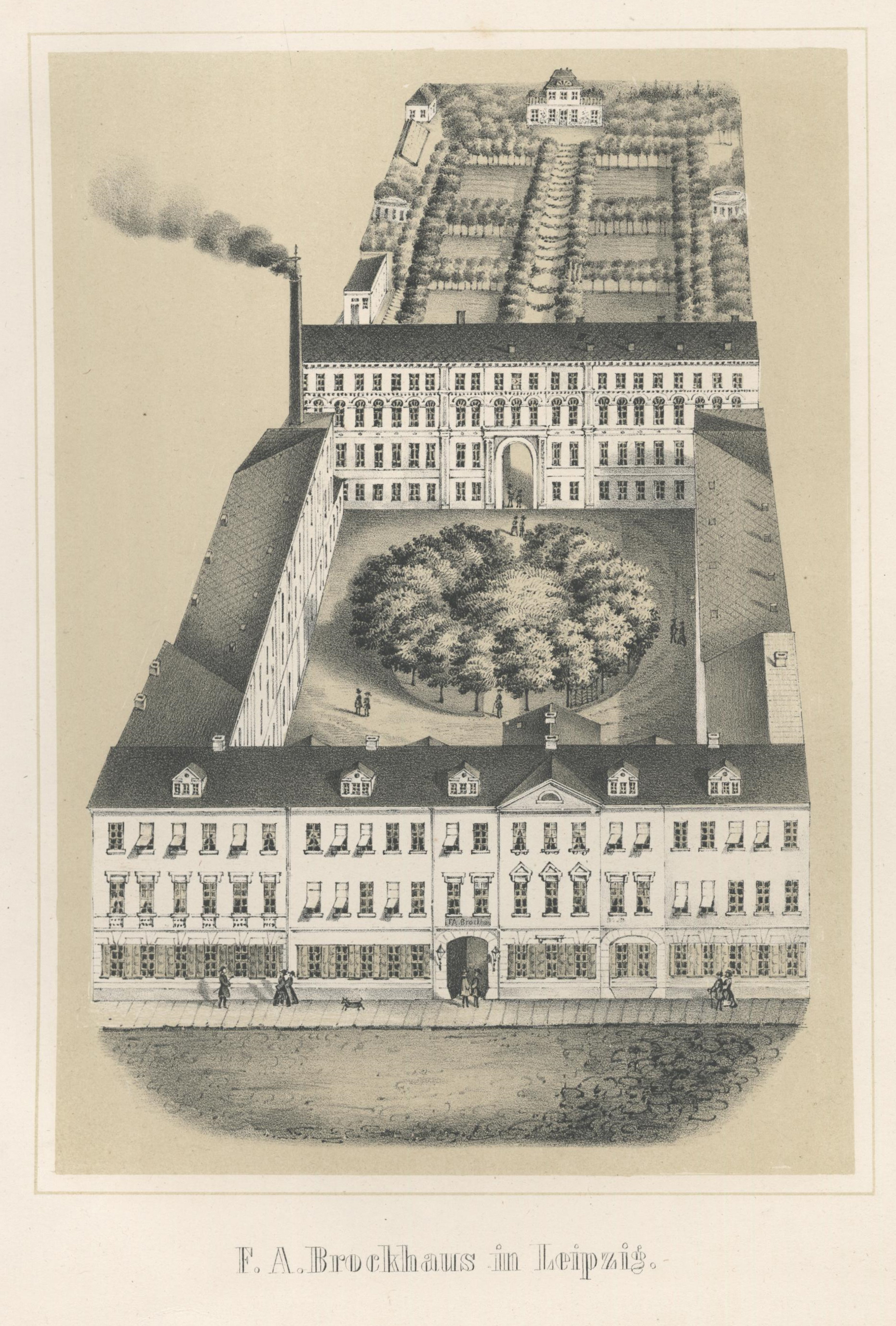
F.A. Brockhaus à Leipzig (1856)

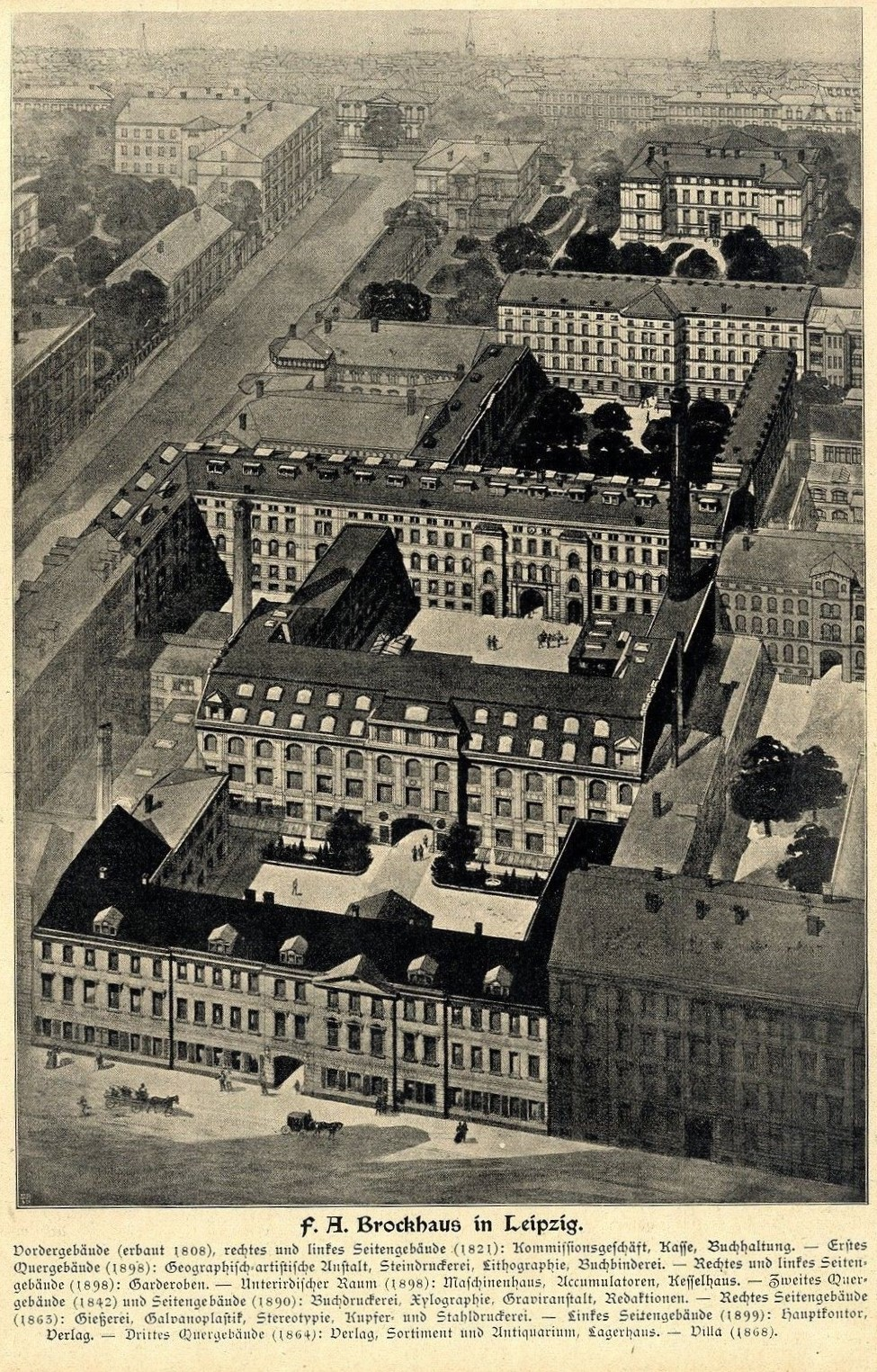
Maison d'édition et imprimerie F.A. Brockhaus dans le quartier graphique de Leipzig entre Querstraße (ci-dessous) et Salomonstraße, au-dessus de l'ancienne Villa Brockhaus Salomonstraße 17 (1899)

La fondation de la maison d'édition « Rohloff & Co. » le 15 octobre 1805 à Amsterdam par le marchand Friedrich Arnold Brockhaus, qui a auparavant échoué dans son commerce de tissus en laine, est considérée comme le début de la maison d'édition F. A. Brockhaus. Comme Brockhaus n'est pas membre de la guilde des libraires locaux, elle est fondée par un homme de paille, l'imprimeur J. G. Rohloff. En 1807, le nom est changé en « Comptoir d'Art et d'Industrie ». Dès 1809, Brockhaus s’essaye à l’importation d’œuvres françaises et allemandes. En 1810, Brockhaus peut achever le « Conversations-Lexikon », qu'il a acquis à Leipzig en 1808 dans un état inachevé. Après un court séjour à Leipzig, il s'installe à Altenbourg en 1811.
En 1814, l'entreprise est rebaptisée « F. A. Brockhaus » et, entre 1817 et 1818, la maison d'édition déménage dans le quartier graphique (de) de Leipzig, où Brockhaus dirige plus tard également sa propre imprimerie.
Après la Seconde Guerre mondiale, la maison d'édition de Leipzig est nationalisée en 1953 et continue sous le nom de VEB Brockhaus Leipzig. La maison d'édition privée Brockhaus continue d'exister à Wiesbaden, initialement sous le nom du plus jeune membre de la famille, Eberhard Brockhaus (décédé en 1947). Après l'expropriation à Leipzig, la maison de Wiesbaden s'appelle à nouveau « F. A. Brockhaus ».

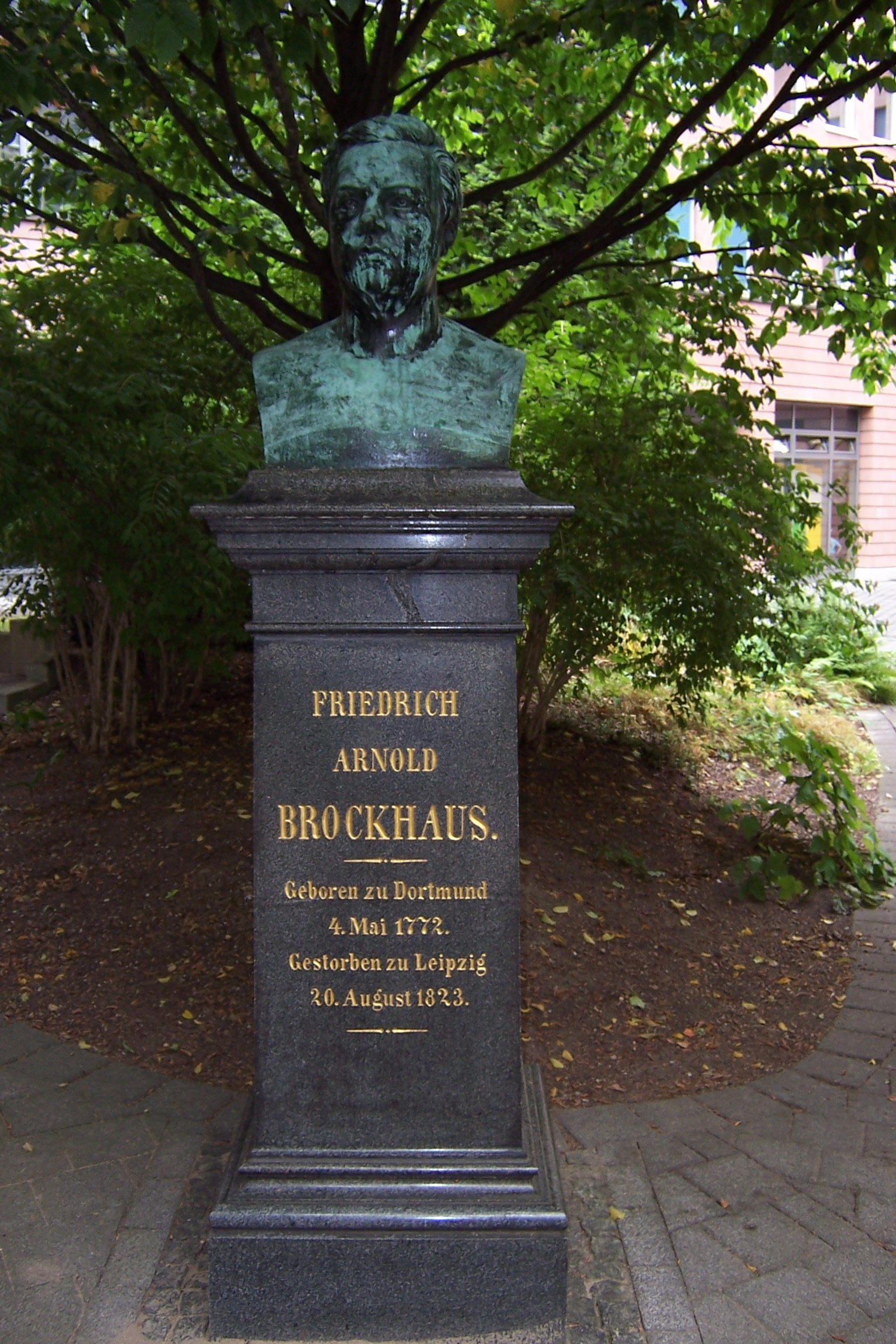
Monument à F.A. Brockhaus dans la cour intérieure de l'ancien site d'édition de Leipzig, aujourd'hui Centre Brockhaus (2008)

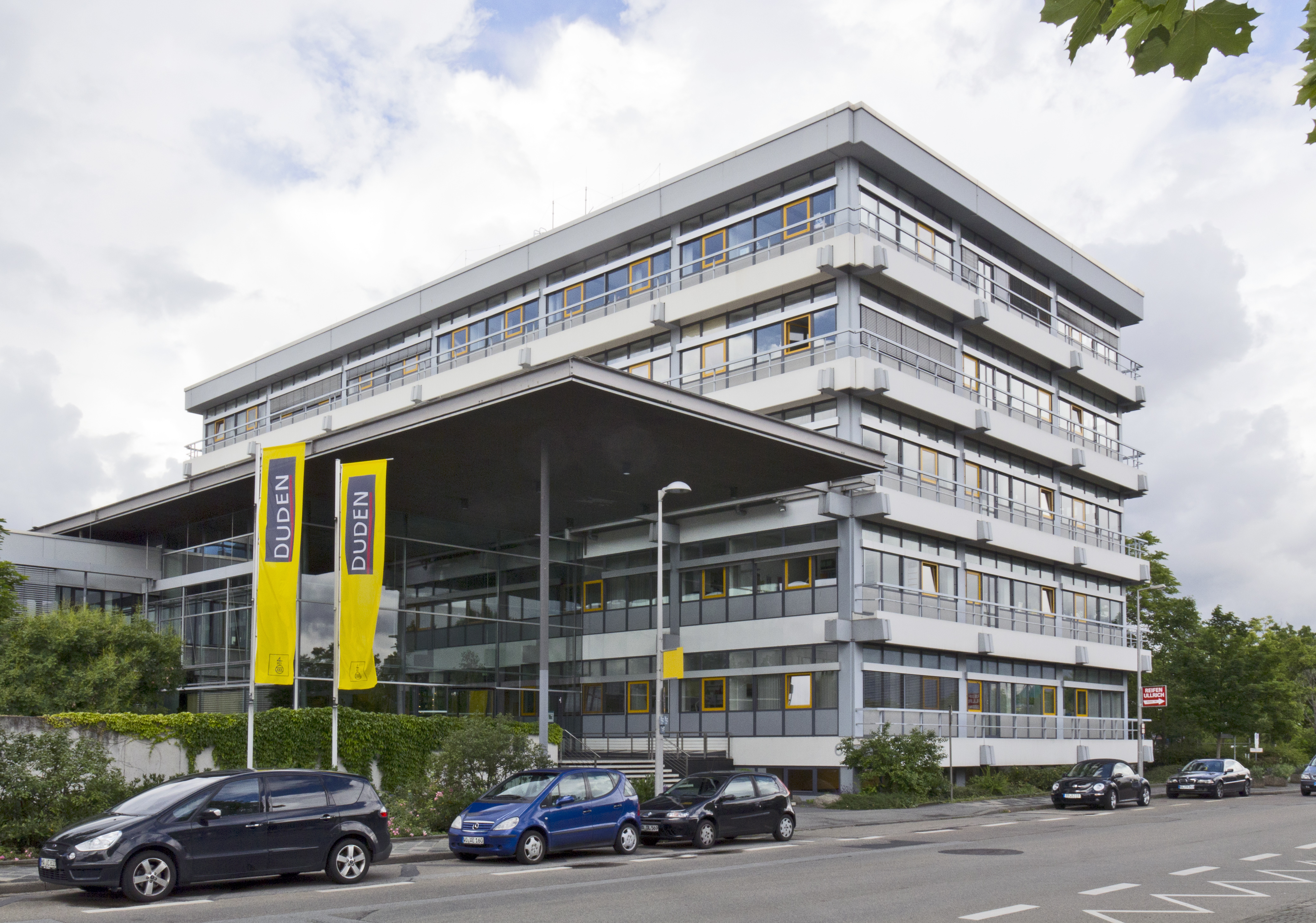
Siège social à Mannheim (2012)

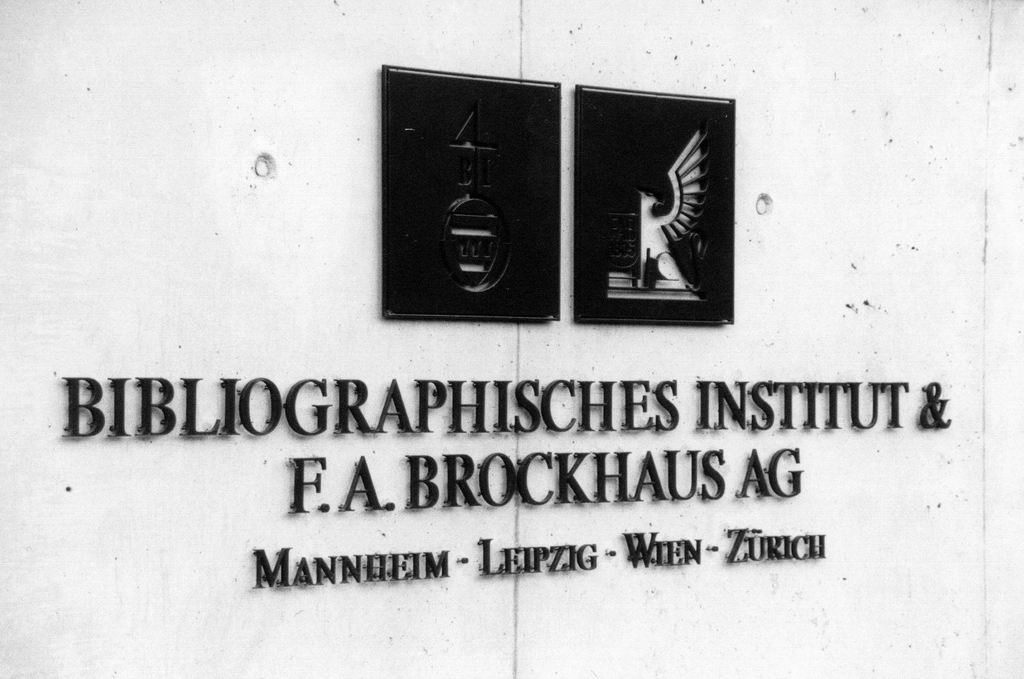
Bibliographisches Institut & F. A. Brockhaus AG à Mannheim, ancienne enseigne d'entreprise (2004)

Les deux éditeurs d'encyclopédies allemands « F. A. Brockhaus » et « Bibliographisches Institut AG » fusionnent en 1984 pour former « Bibliographisches Institut & F. A. Brockhaus AG ». En 1985, Mannheim devient le siège de l'éditeur. Le développement du « Meyers Conversation Lexicon », précédemment publié par l'Institut bibliographique, est interrompu en 1986 au profit de la Brockhaus Enzyklopädie. En 1988, la maison d'édition Langenscheidt KG devient l'actionnaire majoritaire de l'entreprise. La série Brockhaus-Souvenir (de) est publiée dans le secteur du tourisme de 1985 à 1991.
Après la réunification allemande, les maisons d'édition de l'entreprise reprennent leurs activités à Leipzig ; le VEB Brockhaus local est vendu par la Treuhand au groupe d'édition. De 1993 à 1995, le Centre Brockhaus est construit sur le site de l'ancienne maison d'édition, un complexe de bureaux et d'hôtel dans la cour intérieure duquel se trouve depuis lors le monument à F.A. Brockhaus.
En 1991, l'éditeur fusionné détient les droits d'auteur de Meyers Memo (de), la première encyclopédie compacte structurée thématiquement, créée par l'équipe éditoriale de Meyers Lexikonverlag à Mannheim. Depuis le CeBIT 2000, l'éditeur propose une partie de ses textes sur Internet sous le nom de xipolis.net (de).
En 2001, la maison d'édition est transformée en une organisation de centre de profit /services et les activités du secteur électronique sont regroupées dans la filiale à 100 % Brockhaus-Duden Neue Medien (de). En 2003, la Harenberg Verlag (de) est rachetée et intégrée au groupe d'entreprises, et en 2006 la Kunstverlag Weingarten (de), surtout connu pour ses calendriers d'art, est racheté. Le Livre Guinness des records est publié par Brockhaus depuis 2007.
Depuis 2006, l'éditeur propose gratuitement environ 150 000 articles du Meyers Lexikon in 24 Bänden sur Internet à l'adresse lexikon.meyers.de. Selon l'éditeur, cette offre est consultée 14 millions de fois par mois. Dans le cadre de la vente des droits Brockhaus, cette offre est interrompue en mars 2009.
En février 2008, la société annonce la conversion de son produit phare vers une version en ligne. Il n'y aura plus d'autres éditions imprimées de la Brockhaus Enzyklopädie en 30 volumes. Le Brockhaus devrait plutôt être proposé comme un portail sur Internet, financé par la publicité en ligne. Ce faisant, l'éditeur a tiré les leçons des mauvais chiffres de vente de l'ouvrage imprimé, qui, selon les analyses de marché, sont dus à un changement de comportement des utilisateurs.
Le 1er juin 2009, Wissenmedia GmbH (de), une société appartenant à la filiale de services de Bertelsmann, Arvato (de), reprend tous les droits sur la marque Brockhaus (y compris le contenu du Meyer Lexicon). L'Office fédéral de lutte contre les cartels approuve cette reprise en avril 2009. Avec Bertelsmann, il n'existe désormais qu'un seul fournisseur d'encyclopédies dominant en Allemagne dans le domaine de l'édition. Contrairement aux annonces précédentes, Arvato envisage désormais de poursuivre l'édition imprimée de la Brockhaus Enzyklopädie ; Toutefois, le portail en ligne annoncé en février 2008 ne sera pas mis en œuvre
En juillet 2009, Cornelsen Verlag reprend la majorité des actions de l'ancien éditeur d'encyclopédies du groupe Langenscheidt et de la famille Brockhaus. Cela est suivi par le changement de nom en Bibliographisches Institut.
Les archives des éditeurs FA Brockhaus et Bibliografies Institut depuis la création des maisons d'édition jusqu'en 1945, ainsi que des éditeurs de RDA VEB FA Brockhaus et VEB Bibliografies Institut, qui continuent à Leipzig après 1945, se trouvent dans les Archives de l'État de Saxe, Archives d'État de Leipzig (de). En 2009, les Archives d'État de Leipzig reprennent également les documents de la rédaction du Leipzig Brockhaus, dissoute cette année-là.

## Domaines
Dans l'ensemble, le programme de publication est actuellement divisé en cinq domaines, qui ont leurs propres noms de publication :
- Dudenverlag
- Meyers Lexikonverlag
- B. I. Taschenbuchverlag
- Weingarten, Kalenderverlag Mannheim
- Harenberg, Kalenderverlag Dortmund